# Лининка (приток Днестра)
Лининка (укр. Лінинка) — река в Самборском районе Львовской области, Украина. Левый приток Днестра (бассейн Чёрного моря).
Длина реки 20 км, площадь бассейна 81 км². Типично горная река с каменистым дном и многочисленными перекатами и порогами. Характерны паводки после сильных дождей и во время оттепели.
Берёт начало на западных склонах хребта Оровий, южнее села Тихая. Течёт преимущественно на восток в пределах Верхнеднестровских Бескидов через сёла Сосновка, Великоселье, Лавров, Великая Линина и Тершев. Между сёлами Тершев и Завадка недалеко от города Старый Самбор впадает в Днестр.